# Гаспарян Дживан Арамаїсович
Джива́н Арамаї́сович Гаспаря́н (вірм. Ջիվան Գասպարյան; 12 жовтня 1928, село Солак, Вірменія — 6 липня 2021) — всесвітньо відомий вірменський музикант і композитор, знавець вірменської національної музики, професор Єреванської державної консерваторії імені Комітаса, майстер гри на дудуці. Давав концерти по всьому світу. Жив і працював у Єревані. Почесний громадянин Єревана.

## Біографія
У шість років почав самостійно грати на дудуці — музичному духовому язичковому інструменті, подібному до гобоя. Також грає на зурні та шві.
1948 року став учасником ансамблю національної пісні й танцю. Того ж року відбувся його перший професійний виступ як соліста з Єреванським філармонічним оркестром.
Володар чотирьох золотих медалей ЮНЕСКО: 1959, 1962, 1973, 1980 років. Єдиний музикант, удостоєний в 1973 році звання «Народний артист Вірменії». Професор Єреванської консерваторії, навчив і підготував багатьох професійних виконавців гри на дудуці.
2002 року отримав нагороду WOMEX (англ. World Music Expo) «За заслуги перед музичним мистецтвом».
Кілька разів гастролював по всьому світу з невеликим ансамблем, що виконує вірменську народну музику.
Працював і давав концерти з багатьма музикантами, зокрема з Андреасом Волленвейдером, Лайонелем Річі, Пітером Ґебріелом, Гансом Ціммером, Браяном Мейєм, Святославом Вакарчуком, Романом Мірошниченком, Борисом Гребенщиковим, Стінгом, Майклом Бруком і Дереком Шеріньяном тощо.
27 травня 2010 року виступив разом з Євою Рівас на пісенному конкурсі «Євробачення-2010», де виконав партію на дудуці. Також виступив 29 травня у фіналі.

## Дискографія
- I Will Not Be Sad in This World (1990)
- Moon Shines at Night (All Saints, 1993)
- Armenian Romances (1994)
- Romantic Songs (1994)
- The Art of Armenian Duduk (1995)
- Ask me no questions (Traditional Crossroads 4268, 1996)
- Apricots from Eden (Traditional Crossroads 4276, 1996)
- Doudouk (Hollywood Music Centre, 1996)
- Ceremonies — Djivan Gasparyan & Armen Chakmakian (1998)
- The Crow — саундтрек
- Black Rock (Realworld 46230, 1998) — спільно з Майклом Бруком
- Nazeli Djivan Gasparyan Quartet (Libra Music, 1998)
- The Siege, саундтрек (1998)
- Salute (Musicrama, 1998)
- Heavenly Duduk (Network, 1998)
- From The Soil (1998)
- Sound of Duduk (Parseghian records, 1998)
- Armenia: Heavenly Duduk (Network, 1999)
- Armenian Fantasies (Network 34801, 2000)
- Гладіатор — саундтрек
- Fuad — спільно з Ерканом Огуром (народні турецькі і вірменські пісні), Kalan Ses (2001)
- Nazani (2001)
- The Art of Armenian Duduk (2001)
- Serenity (2001)
- Duduk (2002)
- In My World, I Have No Pain 2CD (2002)
- Armenian Duduk (2003)
- Isaac: Sacred choral works… (2003)
- Not Be Sad (2003)
- Музика до фільму Фрески (2003)
- Spirit Simfony 2CD (2004)
- Magical Music From Mount Ararat (2004)
- Apricots from Eden (Traditional Crossroads, 2005)
- Ask me no questions (Traditional Crossroads, 2005)
- Endless Vision [Live] — совместно с Hossein Alizadeh (World Village, 2005)
- I Will Not Be Sad in This World (Ryko/Rhino, 2006)
- Moon Shines at Night (Ryko/Rhino, 2006)
- Hin U Nor Husher (2006)
- Nazeli (Jet Plak Kaset, 2007)
- ARMENIE: The Soul of Armenia (Network Medien, 2007)
- Penumbra (2008) — спільно з Майклом Бруком